# 사손서
사손 서(士孫 瑞, 129년 ~ 195년)는 중국 후한 말의 정치가로, 자는 군영(君榮) 부풍군 평릉현(平陵縣) 사람이다.

## 생애
사손서는 학문에 뛰어나기로 유명했다. 동탁의 횡포가 계속되자, 192년 사도(司徒) 왕윤(王允)은 동탁을 제거할 뜻을 품었는데, 당시 상서복야(尙書僕射)였던 사손서도 왕윤의 계획에 가담하였다.
이후 여포가 왕윤에게 설득되어 가담한 후 본격적으로 동탁 주살 계획이 꾸며졌다. 그해 4월 병에서 쾌유된 헌제를 축하하기 위한 잔치가 미앙전(未央殿)에서 열렸을 때, 사손서는 왕윤의 지시를 받아 자신이 동탁을 주살하라는 내용의 조서를 꾸며 썼다. 왕윤은 이 거짓 조서를 여포에게 보여주었으며, 이를 그대로 믿은 여포는 궁궐로 들어오려던 동탁을 북액문(北掖門)에서 죽였다. 이후 대사농으로 임명되었다.
왕윤이 동탁을 죽인 것만 생각하고 그 잔당들에게 야박하게 대하자, 이각 등은 군사를 이끌고 장안을 공격하여 함락시키고 왕윤을 죽였다. 그러나 사손서는 예전에 공로를 모두 왕윤에게 돌렸었기 때문에 살아남을 수 있었다. 《자치통감》의 저자 사마광은 이 같은 사손서의 행동이 지혜롭다고 평가하였다.
195년 이각과 곽사의 사이가 벌어져 장안에서 싸움을 계속하자, 헌제는 몇몇 대신들과 함께 장안에서 탈출하였다. 어가가 섬(陝)에 이르렀을 때 이각군과 곽사군이 쫓아와 위급하게 되자 헌제는 급히 구한 배를 타고 황하를 건넜는데, 이때 배에 탄 사람은 수십 명에 불과했다. 사손서는 미처 배를 타지 못했기에 이각에게 사로잡혀 죽임을 당했다.
조조의 도움으로 허(許)에 자리잡은 헌제는 사손서의 공을 기려 아들 사손맹을 담진정후(澹津亭侯)에 봉했다.

## 일화
《태평어람》 권817에 인용된 《삼보결록》에 따르면, 사손서의 삼촌 사손분은 자산이 1억 7천만에 이르러 그 소문이 서울에까지 퍼졌는데, 정작 본인은 구두쇠였다. 조카 사손서가 양기의 연(掾)으로 발탁되었을 때, 사손분은 비단 다섯 필을 보내고는 말린 생선으로 끼니를 때웠다.